# Міскінджа
[[Категорія:~ 520 р.]]
Міскінджа (лезгин. Мискич, Міскінджа) — село в Докузпаринському районі Дагестану. Утворює сільське поселення «село Міскінджа» як єдиний населений пункт у його складі.

## Географія
Село розташоване на правому березі річки Самур біля північного підніжжя гори Шалбуздаг, за 8 км на схід від сусіднього райцентру Ахти, за 85 км на південний захід від залізничної станції Беліджі. Селом протікає річка Курун-кам і впадає в річку Самур. На північній стороні села височить вершина гори Гатундаг.

## Населення
| 2002  | 2010  | 2012  | 2013  | 2014  | 2015  | 2016  |
| ----- | ----- | ----- | ----- | ----- | ----- | ----- |
| 3373  | ↗3522 | ↗3555 | ↗3608 | ↘3574 | ↘3555 | ↘3511 |
| 2017  |       |       |       |       |       |       |
| ↘3469 |       |       |       |       |       |       |

За національністю жителі села — лезгини.
Населення Міскінджі історично поділяється на родові патроніми — сіхіли: Агьмедар, Аг'ацарар (Місріяр), Бінетар, Гилар (иГилар), Какамар, К'айітар, К'араяр (Тумбулар), Кlаркlарар, Кlачlамар, Келбіяр, Лезгерар, Мірімар, Стlурар, Фезліяр, Хартlукlар, Х'утер (Такацар).
Члени одного сіхіла називають один одного мурасар. Сіхіли, у свою чергу, складаються з родинних груп, тухумів (родів): Агьмедар, Аг'ацарар, Ашар, Бацар, Бінетар, Гилар, Давутар, Джардаяр, Ічlер, Какамар, Качумар, Келбіяр, Курукlнар, К'айарl Кlачlамар, Кlашар, Кlіпlічар, Лезгерар, Лгар, Махтумар, Мемекьар, Мемехар, Мідікьар, Мірімар, Бенкет-Незерар, Саларар, Стlурар, Такацар, Ташкьуяр, Фезліяр, Хартlукlар, Храхар, Х'ук'уяр, Чепер, Чlімікьар, Шах-Асварар, Шебіяр, Ших-Мурадар, Ших-Саравар, Ялцуг'ар, Яраліяр тощо.
Сіхіл, за міскінджинськими адатами, повинен складатися із сорока і більше сімей, а тому сіхілами вважається лише третина існуючих тухумів.

## Історія
Наразі єдиним відомим джерелом, що описує період заснування села, є арабська хроніка «Таріх Міскінджа», виявлена в серпні 2009 року групою вчених під керівництвом професора А. Р. Шихсаїдова в селі Міскінджа. Як випливає з цього рукопису, село було засноване за Сасанідів приблизно у 520 році і названо «Масканіджаh», що в перекладі з середньоперського означає «місце високого статусу». За Сасанідів і арабів Міскінджа мала статус центру Самурської долини. Тут було збудовано фортецю, п'ять оглядових веж, споруджено водосховище та збудовано будинки від фортеці до річки Самур. Першим правителем поселення був призначений Кантар. Згідно з рукописом, міскінджинці прийняли іслам у 632 році. Історично важливий напис про Міскінджу можна знайти у старій мечеті селища Каракюре Докузпаринського району. Куфічні написи в мечеті свідчать, що жителі сіл Каракюре, Міскінджа та Ахти у VI—VIII ст. н. е. воювали із хозарами. Професор О. Р. Шихсаїдов датує цю мечеть X—XI ст. н. е.
Багато істориків, письменників, етнографів висловлюють свої припущення про походження селища Міскінджа, що пояснює, зокрема, чому жителі села дотримуються шиїтського спрямування ісламу, тоді як населення сусідніх сіл Докузпаринського району — суніти. Так, дослідниця. C. Агаширінова (1978) наводила таку версію утворення Міскінджі, яку вона почула від місцевого жителя під час польових робіт у кін. 1950-х рр.: «Місцеві жителі розповідають таке: їхні предки були родом з Ірану, звідки вони були виселені за непокору шаху… Оскільки вони єдині з лезгин сповідували мусульманство шиїтського штибу, у них часто бували військові сутички з сусідами — ахтинцями, а також табасаранцями, кайтаками, казікумухами, аварцями тощо».
Історично доведено, що на початку XV століття в аулі Міскінджі існувала релігійна школа — медресе. Так, у 1975 році в селищі Цудахар знайдено рукопис книги великого поета та мислителя сходу Сааді Ширазі «Гюлістан» арабською мовою, датований 1409 роком. На рукописі знайшли напис «…лези вилаятра машгьур алім, Шиназві… алімрікайні к'анунчийрікай, вірідлайни лайіхвілер авай кас…, чӏехі устад патал. Міскіскарін хуьре кх'їн к'увуна». На полях рукопису «Анвар» (наклейка № 223), що зберігається в Інституті історії, мови та літератури ДНЦ РАН, є такий запис: «Відбулося збройне зіткнення біля села Заулаки між військами Сурхай-хана та Кюри, і було вбито багато чоловіків з обох сторін. У місяці шаъбан у суботу на світанку 1195 р. хіджри руками Сурхай-хана та Ума-хана (Аварського) було зруйноване село Міскінджі у 1197 р. хіджри».
У селищі збереглося кілька середньовічних мечетей із важкими дубовими дверима, прикрашеними орнаментами арабського походження. Різьблення по дереву на деяких предметах домашнього вжитку і особливо трав'яні орнаменти суто арабського типу характерні не тільки для Міскінджі, але і для деяких інших сіл Докузпаринського району. Прикметними є також типи будинків, предмети домашнього вжитку, старовинний одяг тощо. Усе це є матеріальним показником давніх контактів села зі світом шиїтів мусульманського Близького Сходу, але не доказом походження села Міскінджа.
Народна пам'ять зберегла імена борців проти загарбників і феодального свавілля, серед яких Амайя — воював на чолі ополчення лезгин Самурської долини проти турків і здійснив грабіжницький набіг у Кахетію, Магомед-бек — ватажок горців Докузпари і Алтипари, які брали участь у Кубинському повстанні 1837—1839 рр., Саїдмет, Дабаш та інші.
У 1839—1900 pp. Міскінджа була центром Докузпаринського наїбства.
У 1886 році в селі проживало 2833 особи.

### Міскінджинське бекство
У роки правління ширваншаха Халілл-улли I (1417—1465) із династії Дербенді з Ширвану виділяється емірство, віддане в правління Ільчі-Ахмаду. Це емірство включало території нинішніх Ахтинського, Докузпаринського, Курахського районів Дагестану. Після смерті Ільчі-Ахмада Бахадура, його син Мухаммад-бек став володарем Ахтинського та Міскінджинського бекств. Після його смерті його три сини розділили ці володіння: Хасан-бек утвердився в Ахтах, Ахмад-бек у Міскінджі та Аббас у Мацарі. Нащадки кожного з трьох успадкували ці землі. Ахмад-бек заселився в Міскінджі з двома синами, Мухаммад-беком та Марван-беком. Вони заснували там новий рід і правили спадково.

### Міскінджинська битва
17 вересня 1848 року, вже після падіння фортеці Гергебіль (Кавказька війна), Шаміль розпочинає кампанію у верхів'ї річки Самур. 25 вересня Даніял-бек вступив до аулу Ахти, який був місцем перебування начальника Самурського округу Дагестанської області Російської імперії, і почав облогу Ахтинського редута. 26 вересня горяни взяли штурмом сусідній з Ахти редут Тифліське, а гарнізон розгромили. Даніял-бек, Кебед Мухаммед і Хаджі-Мурад із 7000 бійцями розташувалися біля Міскінджі з метою не дозволити Аргутинському прийти на допомогу захисникам Ахтинського укріплення, які все ще трималися. Від Мікраха до Міскінджі горяни спорудили кілька завалів. Війська пішли ними фронтально. 22 вересня 1848 року три батальйони Ширванського полку, кожен чисельністю із 700 солдатів, яких підтримували вогнем гранат і ракет, рушили на штурм укріплених позицій горян, що розташовувалися біля аулу Міскінджа. Мюридами були зайняті позиції на схилах гір, куди пробиралися солдати. Захисники били солдатів рушничним вогнем і камінням, проте ширванці брали один завал за іншим. У результаті горяни, вибиті з усіх завалів, поспішно відступали у бік Ахтів. Біля самого аулу загони Кібіт-Магоми з'єдналися з військами Хаджі-Мурата. У боях біля аулу Міскінджа мюриди втратили 300 людей убитими та 60 полоненими. Росіяни втратили 156 солдатів та 6 офіцерів. Війська Шаміля припинили облогу фортеці і пересунулися впритул до Ахтів. Але росіяни зуміли прорватися і підійти до редуту, після чого Шаміль відступив у гори.

## Видатні міскінджинці
- Ахундов Мірзабек Таїбекович (1897—1928) — революціонер, народний комісар землеробства республіки, заступник Голови Даг ЦВК, член бюро обкому ВКП(б), член ЦВК РСР та РРФСР. Наймолодший міністр (нарком) в історії Дагестану (23 роки)[19]. Один з ініціаторів земельної та водної реформ у Дагестані. Кавалер ордена Бойового Червоного Прапора. За активну участь у боротьбі з голодом нагороджений Грамотою ВЦВК РРФСР та срібним жетоном. Його ім'я присвоєно одній із вулиць Махачкали, колгоспу та школі у с. Міскінджі.
- Агацарський Агабек Гусейнович (1900—1948) — заступник міністра вугільної промисловості СРСР. Один із найвищих дагестанців на арені ДСВ: гвардії полковник[20], начальник топографічного відділу Центрального фронту. Перший дослідник гірських масивів Шалбуздагу склав докладну геологічну карту із зазначенням корисних копалин, що містяться в них[21].
- Шихметов Гусейн Кулієвич (1902—1964) — інженер-будівельник, заслужений винахідник АзРСР, автор відомих у Радянському Союзі винаходів, таких як Естакадобудівний агрегат (кран) Шихметова, Монтажний кран Шихметова тощо.[22]
- Сфієв Сфібуба Юсуфович (1924—2010) — міністр Юстиції ДАРСР (перший в історії Дагестану[19]). Заслужений юрист РД та РФ. Почесний працівник Держбезпеки СРСР. Письменник. Автор книг «Двадцятитрирічний нарком», «Перебитий панцир», «Пароль — Сивий Каспій», «Жебраки духом» тощо. Вважається основоположником Дагестанського детективу.
- Серкеров Серкер Акберович (1937—2011) — доктор технічних наук, професор, декан факультету геології та геофізики Державної академії нафти та газу; академік РАЄН; член Євро-Азійського геофізичного товариства; член Американського товариства розвідувальних геофізиків; член Європейського товариства геофізиків; Почесний працівник газової промисловості; Почесний нафтовик; Почесний розвідник надр.
- Ходжаєв Мамед-Гусейн Несрединович (1935—1990) — творець та перший директор Науково-дослідного інституту при Держплані СРСР, доктор економічних наук, професор.
- Примова Файзат Назарівна — член Верховного Суду Дагестану, член президії Верховного Суду, голова цивільної колегії цього суду. Суддя першого кваліфікаційного класу (Генерал-майор юстиції). Заслужений юрист РД.
- Ахмедов Шукур Каримуллаевич — старший слідчий прокуратури РФ з особливо важливих справ, Радник юстиції 3 класу (генерал-майор)[23]. 2 серпня 2013 року звільнений із посади.[24]
- Агацарський Агабек Гарунович — майстер спорту СРСР із самбо (1973) та дзюдо (1977). Заслужений тренер СРСР. Будучи тренером, відвіз із Міскінджі до Ашхабада групу молодих хлопців для спортивного виховання. Чотири з яких стали майстрами спорту: Нурієв Д. Е., Ягібеков М. Г., Ейбатов Е. Б. та Махмудов З. М.
- Айдаєв Багіш Мустафайович — народний артист ДАРСР, заслужений артист РФ.
- Зейналова Фаризат Магомедівна — Народна артистка РД. Поет та композитор.
- Мамедов Мамед Гусейнович — професор, доктор фізико-математичних наук, заслужений діяч науки РФ.
- Канберови Фахредін та Седрідін Магомедагайовичі — організатори лезгинського молодіжного руху «Садвал» у Махачкалі на початку 2000-х рр. Вони ж одні з організаторів мітингу, що гучно на всю країну в селищі Міскінджу 25 квітня 2006 року проти голови адміністрації Докузпаринського району.
- Гаджибеков Алі Амрахович — російський футболіст, грав за ФК «Анжі» у 2006—2016 роках. Переможець першого дивізіону, фіналіст Кубка Росії, третій призер Чемпіонату Росії.
- Ібрагімова Айна Казбеківна — заслужена артистка РФ, радянська та російська канатоходка, провідна артистка Головсоюзцирку.
- Рзаєв Альберт Аліханович — заслужений тренер РФ з легкої атлетики. Виховав низку майстрів спорту, серед яких чемпіон Паралімпіади-2020 у Токіо Муса Таймазов.